# Тимосишин Петро Миколайович
Тимосишин Петро Миколайович (Васька, Юрко; 1909, Нижній Вербіж, Коломийський район, Івано-Франківська область – 10 травня 1948, Верхній Вербіж, Коломийський район, Івано-Франківська область) – лицар Срібного хреста заслуги УПА.

## Життєпис
Член ОУН із 1931 р. У 1937 р. втік за кордон, перебував в Румунії та Австрії. Вояк Карпатської Січі (1938-03.1939). Захоплений у полон угорськими військовими, утримувався в концтаборі. Після звільнення працював у Німеччині.
У 1944 р. повернувся до України. Друкар (1945-1946), а відтак референт пропаганди (1947-05.1948) Коломийського надрайонного проводу ОУН. 
Загинув у сутичці з чекістсько-військовою групою. Відзначений Срібним хрестом заслуги (23.08.1948). 